# Sjarhej Dyleuski

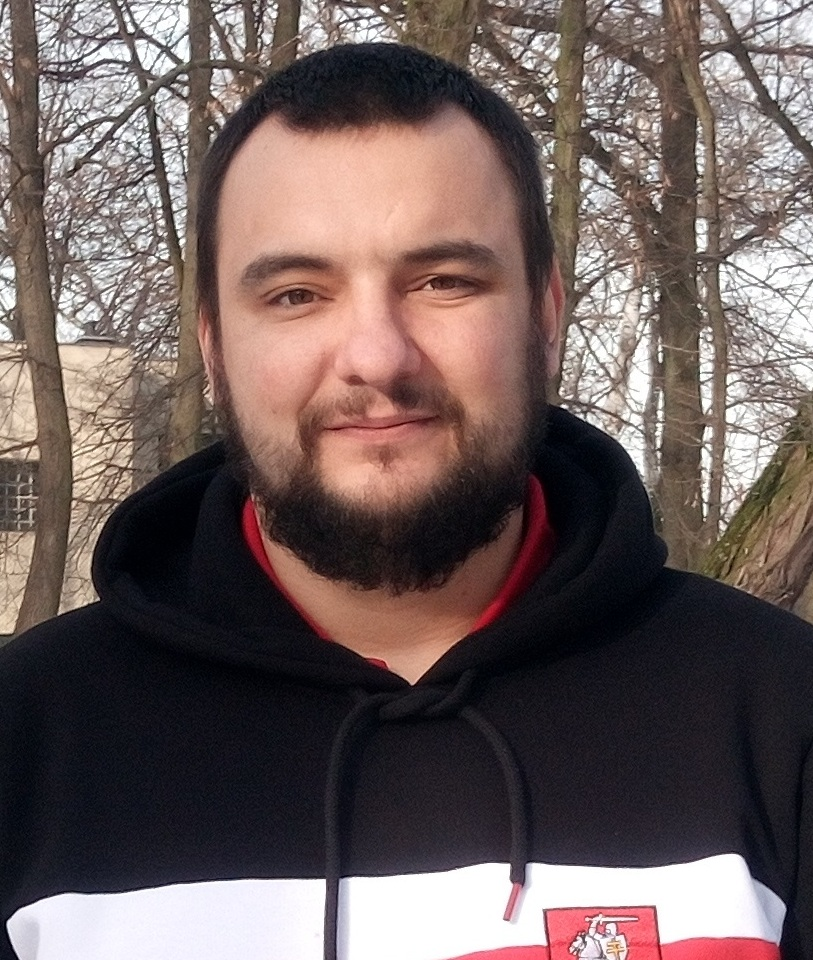
Sjarhej Dyleuski, 2021

Sjarhej Anatoljewitsch Dyleuski (belarussisch Сяргей Анатольевіч Дылеўскі, russisch Sergej Anatoljewitsch Dylewski [Сергей Анатольевич Дылевский]) ist ein führender belarussischer Oppositioneller und Streikanführer bei Minski Traktorny Sawod. Er ist Mitglied des Koordinierungsrats, der im Zuge der Proteste in Belarus 2020 nach den Präsidentschaftswahlen gegründet wurde.

## Leben
Dyleuski studierte Maschinenbau in Minsk. Seine Eltern arbeiten ebenfalls bei Minski Traktorny Sawod. Dyleuski führte mehrere Märsche von Arbeitern bei Minski Traktorny Sawod an.

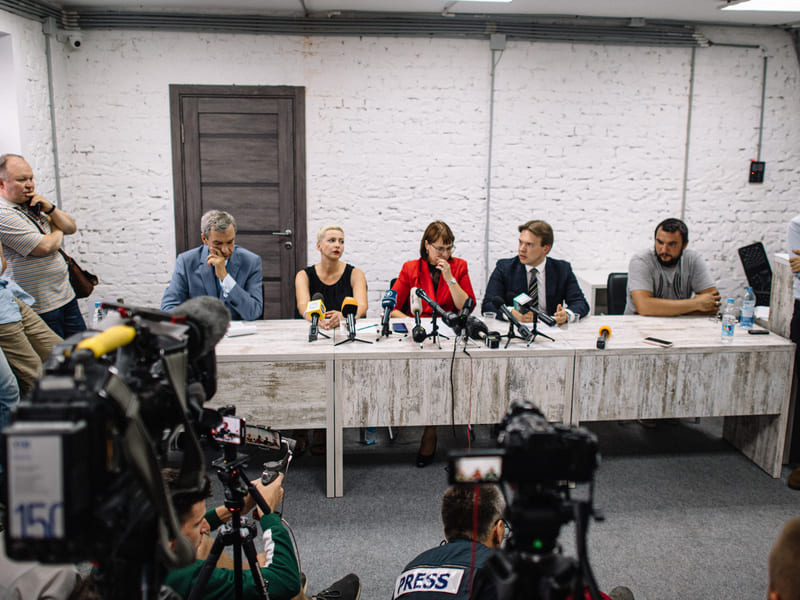
Dyleuski bei einer Sitzung des Koordinierungsrats (ganz rechts) im August 2020

Am 24. August 2020 wurden Dyleuski und Wolha Kawalkowa (Olga Kowalkowa) von der Sonderpolizei OMON festgenommen. Später wurde er zu einer Haftstrafe von zehn Tagen verurteilt.
Im Oktober 2020 wanderte Dyleuski nach Warschau aus.
Im März 2023 verurteilte ein belarussisches Gericht Dyleuski in Abwesenheit zu zwölf Jahren Haft.

## Internationale Reaktionen
Die außenpolitische Sprecherin der österreichischen Grünen, Ewa Ernst-Dziedzic, sprach sich dafür aus, dass Österreich Dyleuski und Kawalkowa politisches Asyl in Österreich anbietet.

## Auszeichnungen
- 2020: Sacharow-Preis (Preis für Demokratie und Menschenrechte)[6][7]